# Координаційна рада з питань розвитку малого та середнього підприємництва
Координаційна рада з питань розвитку малого та середнього підприємництва — постійно діючий консультативно-дорадчий орган Кабінету Міністрів України, утвореним з метою сприяння розвитку малого та середнього підприємництва в Україні.

## Історія
Положення про раду затверджене постановою Кабінету Міністрів України від 22 грудня 2010 N 1210.

## Склад і керівництво
Склад Координаційної ради затверджує Кабінет Міністрів України з числа представників об'єднань малих і середніх підприємців.
Керівництво Координаційною радою здійснюють співголови, які обираються з числа її членів. Співголовами Координаційної ради обрано Володимира Левіна та Віталія Андреєва.
До ради включені 48 людей, серед яких:
- Биковець Вячеслав Михайлович — виконувач обов'язків президента Спілки підприємців малих, середніх і приватизованих підприємств України
- Левін Володимир Ілліч — перший віце-президент Всеукраїнської асоціації «Укрринок»
- Продан Оксана Петрівна — виконавчий директор Центру захисту підприємців, м. Чернівці
- Хмільовський Віктор Мечиславович — президент Спілки орендарів і підприємців України

## Діяльність
Організаційне, інформаційне, матеріально-технічне забезпечення діяльності Координаційної ради здійснює Міністерство економічного розвитку і торгівлі.
Секретар ради забезпечує поточну діяльність Координаційної ради.

## Виноски
1. ↑  Постанова Кабінету Міністрів України «Про затвердження Положення про Координаційну раду з питань розвитку малого та середнього підприємництва та її складу» від 22.12.2010 № 1210
2. ↑  Протокол Зборів Координаційної Ради з питань розвитку малого та середнього підприємництва від 22 грудня 2010 року